# Isla Jarvis
La isla Jarvis (en inglés: Jarvis Island; también conocida como isla Bunker) es uno de los catorce territorios no incorporados de los Estados Unidos de América.
Actualmente se encuentra deshabitada y posee una superficie  de 4,5 km², localizada en el océano Pacífico sur, a media distancia entre Hawái y las islas Cook. Está justo en la parte central de las Espóradas Ecuatoriales.
El clima de la isla es tropical, con lluvias insuficientes, viento constante y sol fuerte. Variando desde el nivel del mar hasta los 7 metros, el terreno es arenoso. La isla no tiene agua potable natural.
Por propósitos estadísticos, la isla es considerada como una de las Islas Ultramarinas de Estados Unidos.
La isla no tiene agua dulce, por lo que si se necesita agua dentro de la isla, se tiene que traer desde el exterior.

## Historia
La isla fue descubierta el 21 de agosto de 1821 por el buque británico Eliza Francis, bajo el mando del capitán Brown.
La isla fue reclamada por los Estados Unidos en marzo de 1857 bajo el Acta de Islas Guaneras, y fue oficialmente anexionada por dicho país el 27 de febrero de 1858. El guano, después de ser extraído, debía ser enviado a los Estados Unidos para usarlo como fertilizante. Tras 21 años de continua explotación, la isla fue abandonada en 1879 después de extraer toneladas de guano. El Reino Unido anexionó la isla el 3 de junio de 1889, pero nunca realizaron planes para continuar con la extracción de recursos sobre la isla. Los Estados Unidos ocuparon y reclamaron la isla en 1935 como un territorio no incorporado.
La zona de Millersville en el lado occidental de la isla fue usada ocasionalmente como una estación meteorológica desde 1935 hasta la Segunda Guerra Mundial, momento en el que fue abandonada. Fue ocupada de nuevo en 1957 durante el Año Geofísico Internacional por científicos, pero fue abandonada de nuevo al año siguiente.
La isla Jarvis está administrada por el Servicio de Pesca y Vida Silvestre de los Estados Unidos como Jarvis Island National Wildlife Refuge. La entrada a la isla requiere un permiso especial del U.S. Fish and Wildlife Service y suele estar restringida a toda persona salvo a los científicos. Es visitada anualmente por el equipo de Guardacostas de los Estados Unidos y por el Servicio de Pesca y Vida Silvestre de los Estados Unidos.

## Geografía
Mientras que algunos puntos de anclaje en alta mar están marcados en los mapas, la isla de Jarvis no tiene puertos o muelles, y las corrientes rápidas son un peligro. Hay una zona de desembarco de barcos en el centro de la costa occidental, cerca de una baliza de día que se está desmoronando, y otra cerca de la esquina suroeste de la isla. El centro de la isla Jarvis es una laguna seca donde se acumularon profundos depósitos de guano, que fueron explotados durante unos 20 años en el siglo XIX. La isla tiene un clima desértico tropical, con altas temperaturas diurnas, viento constante y sol fuerte. Las noches, sin embargo, son bastante frescas. El suelo es mayormente arenoso y alcanza los 7 metros en su punto más alto. Debido a la distancia de la isla de otras grandes masas de tierra, el punto alto de la isla Jarvis es el 36.º pico más aislado del mundo. La isla de coral de baja altitud ha sido considerada durante mucho tiempo como difícil de ver desde pequeños barcos y está rodeada por un estrecho arrecife periférico.
La Isla Jarvis es uno de los dos territorios de los Estados Unidos que se encuentran en el hemisferio sur (el otro es Samoa Americana). Situada a sólo 25 millas (40 km) al sur del ecuador, Jarvis no tiene ninguna fuente natural de agua dulce conocida y las precipitaciones son escasas. Esto crea un paisaje muy sombrío y plano sin plantas más grandes que los arbustos. No hay evidencia de que la isla haya sostenido alguna vez una población humana autosuficiente. Sus escasos manojos de hierba, enredaderas postradas y arbustos de bajo crecimiento son principalmente un hábitat de anidación, descanso y alimentación para las aves marinas, las aves costeras y la vida silvestre marina.
La isla de Jarvis fue una vez una de las mayores colonias de reproducción del océano tropical, pero la extracción de guano y la introducción de roedores han arruinado gran parte de la vida silvestre nativa de la isla. En 1982 sólo se registraron ocho especies reproductoras, en comparación con trece en 1996, y catorce especies en 2004. El paíño boreal polinesio había regresado después de más de 40 años de ausencia de la isla Jarvis, y el número de paíños pardos se multiplicó de sólo unos pocos pájaros en 1982 a casi 10 000. En 1982 sólo se registraron 12 charranes de lomo gris, pero en 2004 se encontraron más de 200 nidos en la isla.
La isla de Jarvis quedó sumergida bajo el agua durante el último período interglacial, hace aproximadamente 125.000 años, cuando el nivel del mar era 5-10 metros más alto que hoy. A medida que el nivel del mar disminuyó, se formó una laguna en forma de herradura en el centro de Jarvis.
La isla de Jarvis está situada en la zona horaria de Samoa (UTC -11:00), la misma zona horaria que la Samoa Americana, el arrecife Kingman, el atolón de Midway y el atolón de Palmyra.

## Refugio Nacional de Vida Silvestre

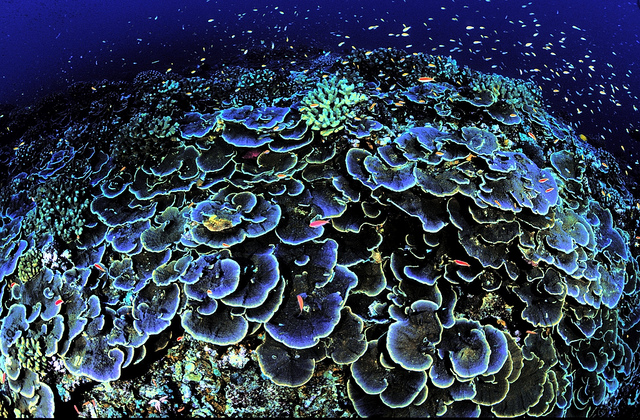
Corales en el Refugio Nacional de Vida Silvestre de la Isla de Jarvis

El 27 de junio de 1974, el Secretario del Interior Rogers Morton creó el Refugio Nacional de Vida Silvestre de la Isla Jarvis, que se amplió en 2009 para añadir tierras sumergidas dentro de las 12 millas náuticas (22 km) de la isla. El refugio incluye ahora 5,15 kilómetros cuadrados de tierra y 1734,4 kilómetros cuadrados de agua.  Junto con otras seis islas, la isla fue administrada por el Servicio de Pesca y Vida Silvestre de los Estados Unidos como parte del Complejo de Refugios Nacionales de Vida Silvestre de las Islas Remotas del Pacífico. En enero de 2009, esa entidad fue elevada a la categoría de Monumento Nacional Marino de las Islas Remotas del Pacífico por el presidente George W. Bush.
Una población de gatos salvajes, descendientes de los gatos que probablemente trajeron los colonos estadounidenses en la década de 1930, causó la alteración de la vida silvestre y la vegetación de la isla. Estos gatos fueron eliminados a través de esfuerzos que comenzaron a mediados de la década de 1960 y duraron hasta 1990, cuando fueron completamente erradicados. Los restos de las vías del tranvía del siglo XIX pueden verse en el lecho de la laguna seca en el centro de la isla y la baliza de día en forma de faro de finales de 1930 todavía se encuentra en la costa oeste en el sitio de Millersville.
La entrada pública a cualquier persona, incluidos los ciudadanos estadounidenses, en la isla de Jarvis requiere un permiso de uso especial y generalmente está restringida a los científicos y educadores. El Servicio de Pesca y Vida Silvestre de los Estados Unidos y el Servicio de Guardacostas de los Estados Unidos visitan Jarvis periódicamente.